# Dictionary.com
Dictionary.com（直譯「辭典.com」）是一個線上辭典，其網域註冊於1995年5月4日。Dictionary.com的內容基礎為最新版的《蘭登書屋完整字典》，並由該網站之編輯者進行網站資料庫之更新，包括新增詞彙或定義。而補充內容則取自《柯林斯英語詞典》、《美國傳統英語字典》以及其他書目。

## 歷史
Dictionary.com最早由Lexicon出版社会下的布萊恩‧加利伽（Brian Kariger）和丹尼爾‧費羅（Daniel Fierro）创立，与Thesaurus.com和Reference.com并行，是全球互联网内第一个深入参考网站。2008年7月，Lexico出版集团被Ask.com所在的IAC公司收购，重命名为Dictionary.com公司。2015年，该网站估测称其内部的词条共被搜索了55亿次。2018年，IAC将Dictionary.com与Thesaurus.com售出给洛克控股；此时，Dictionary.com在全美繁忙网站排行榜中已名列第477位。

## 特征与功能
总的来说，Dictionary.com以每日一词、填词游戏与流行文化辞典（含表情、俗语等）三大功能闻名。
2010年，Dictionary.com将单词作为年度词汇；这也意味着年度词汇正式在该网站推出。这一功能基于这一年内该网站各词汇被搜索的频率走势和过去一年有关新闻，选出能够代表过去一年的一个。该网站到目前为止的年度词汇分别是：Change (2010)、Tergiversate（2011）、Bluster（2012）、Privacy（2013）、Exposure（2014）、Identity（2015）、Xenophobia（2016）、Complicit（2017）、Misinformation（2018）、Existential（2019）、Pandemic（2020）、Allyship（2021）。
2009年4月，Dictionary.com在App Store发布了同名应用程序，可供用户进行查词和同义词查询。其功能包括语音读词、字典序查词和同义词例句。
2020年初，为应对2019冠状病毒病疫情期间隔离人群的需求，该网站开发了可用于居家学习的互动平台和在线教学服务平台。同年年底，该网站的姊妹网站Thesaurus.com开发了可用于写作辅助和语法检查的软件。病毒的爆发也让后续产生的一部分新词加入了该网站的词库中（如等）。

## 外部連結
- 官方网站